# Dylan van Eyck
Dylan van Eyck (Boskoop, Países Bajos, 19 de mayo de 1998) es un jugador de baloncesto holandés que mide 2,03 metros y actualmente juega de alero.  Actualmente milita en el Nantes Basket Hermine de LNB Pro B.

## Trayectoria
Es un jugador formado en la COMBINE Academy de Matthews (Carolina del Norte), antes de ingresar en 2017 en el Northeastern Oklahoma A&M College de Miami (Oklahoma), donde jugaría durante dos temporadas.
En 2019, ingresa en el Iona College situado en New Rochelle, Nueva York, donde jugaría durante tres temporadas la NCAA con los Iona Gaels, desde 2019 a 2022.
Tras no ser elegido en el draft de 2022, en la temporada 2022-23, firma por el Umana Chiusi de la Serie A2, la segunda división del baloncesto italiano, donde juega 6 partidos.
El 30 de enero de 2023, firma en el Juaristi ISB de Liga LEB Oro.
En la temporada 2023-24, firma por los Svendborg Rabbits de la Basket Ligaen de Dinamarca.
El 11 de julio de 2024, firma por el FC Cartagena Baloncesto de Liga LEB Oro.
El 23 de junio de 2025, firma por el Nantes Basket Hermine de LNB Pro B.

### Selección nacional
En 2021, hace su debut con la Selección de baloncesto de los Países Bajos.